# Bateling
Bateling är en ort i Gambia. Den ligger i regionen Lower River, i den västra delen av landet, 80 km öster om huvudstaden Banjul. Antalet invånare var 232 vid folkräkningen 2013.